# Bagaraatan
Bagaraatan ist eine Gattung theropoder Dinosaurier aus der Oberkreide der Mongolei. Bisher ist ein einziges fragmentarisches Skelett bekannt, das 1996 von Halszka Osmólska mit der einzigen Art Bagaraatan ostromi wissenschaftlich beschrieben wurde. Bagaraatan war ein mittelgroßer, zweibeiniger Fleischfresser mit relativ kleinem Kopf und schlanken Hinterbeinen. Von anderen Theropoden unterschied er sich insbesondere durch die sehr ungewöhnliche Anatomie der Schwanzwirbel, die einen recht starren Schwanz zur Folge hat. Möglicherweise gehört Bagaraatan zu der Gruppe der Tyrannosauroidea.

## Merkmale und Biomechanik
Bagaraatan wird von Osmólska (1996) auf eine Länge von 3 bis 3,5 Meter und eine Hüfthöhe von weniger als einem Meter geschätzt, damit war Bagaraatan etwa ebenso groß wie große Deinonychus-Exemplare. Der Grad der Verschmelzung und Verknöcherung verschiedener Skelettteile weist darauf hin, dass es sich bei dem Fund um ein ausgewachsenes, und vielleicht sogar altes Individuum gehandelt hat. Die Gesamtlänge des Kiefers schätzt Osmólska auf 23 bis 24 Zentimeter; diese Schätzung basiert auf Vergleichen mit Kiefern der Dromaeosauridae, die laut Osmólska eine ähnliche Kiefermorphologie zeigen. Dies lässt auf einen relativ kleinen Schädel schließen. Der Kiefer war massig, aber schlank; der hintere (postdentale) Teil war recht tief. Die Hüften zeigten eine sehr kräftige Muskulatur. Die Hinterbeine waren schlank, was auf einen langbeinigen, recht agilen Prädator oder Aasfresser schließen lässt. Der Schwanz war relativ steif, worauf stark entwickelte Hyposphen-Hypantrum-Verbindungen – mechanische Verbindungselemente der Wirbel – hindeuten. So vermutet Osmólska, dass größere Bewegungen des Schwanzes in vertikaler und horizontaler Richtung lediglich durch wenige, sich dem Kreuzbein anschließende Wirbel ausgeübt werden konnten, während der Schwanz an sich starr blieb. Der starre Schwanz könnte eine Anpassung an schnelles Laufen gewesen sein.
Trotz des nur fragmentarisch erhaltenen Skelettes konnte Osmólska eine Reihe von diagnostischen Merkmalen aufstellen, anhand derer sich die Gattung von anderen Gattungen abgrenzen soll: Neben ungewöhnlichen Merkmalen an den Schwanzwirbeln wie den sehr starken Hyposphen-Hypantrum-Komplexen sind dies beispielsweise die beiden Surangular-Foramia (Öffnungen) des Unterkiefers, die hohlen, sehr dünnwandigen Schwanzwirbel-Zentren, und das Darmbein, das zwei Einsenkungen sowie einen kammähnlichen Fortsatz an der seitlichen Fläche des Postacetabularprozesses zeigt.

## Entdeckungsgeschichte, Namensgebung und Paläoökologie

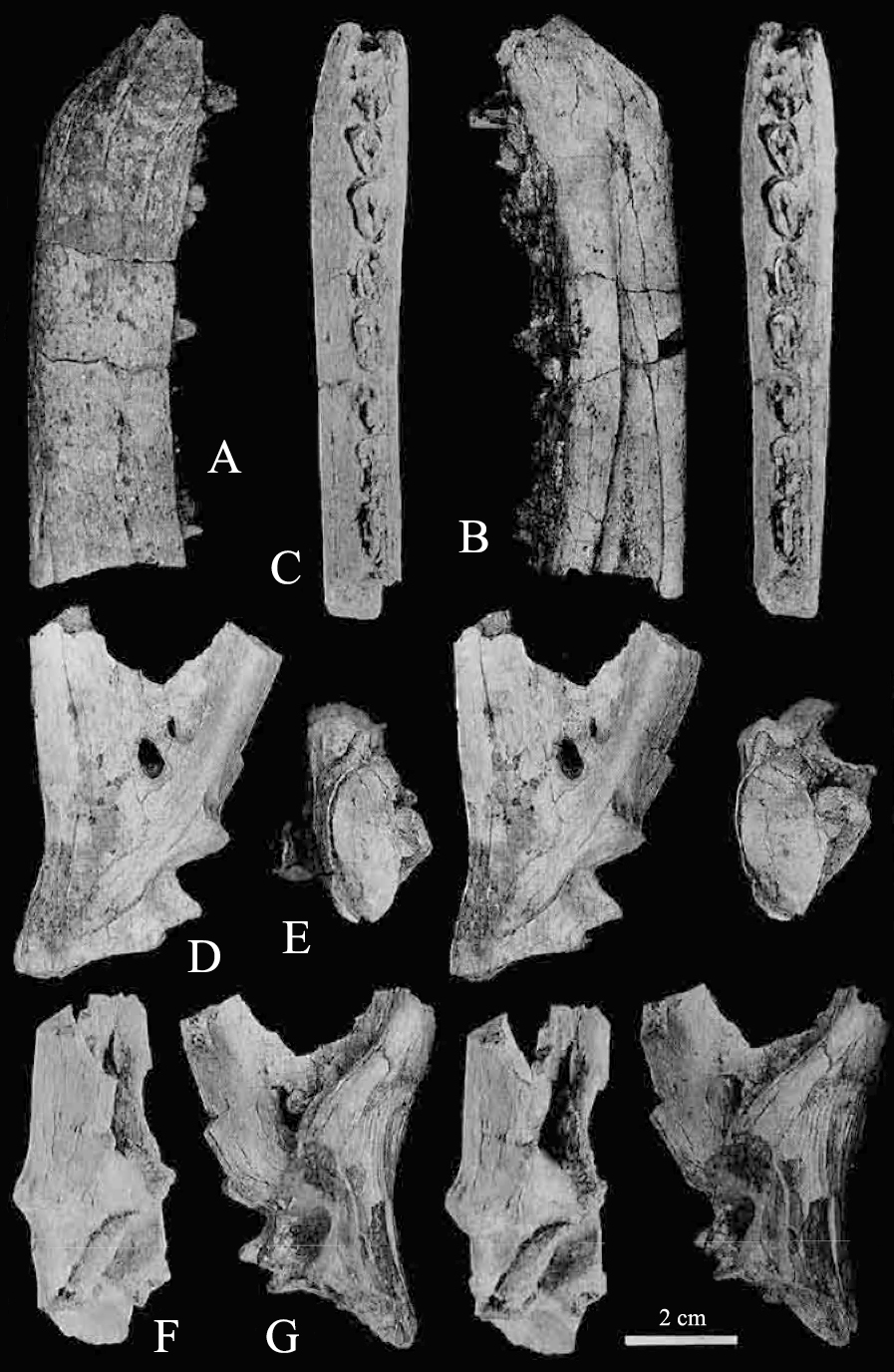
Fossile Kieferknochen von Bagaraatan

Das unvollständige Skelett (Holotyp, Exemplarnummer ZPAL MgD-I/108) wurde 1970 von Zofia Kielan-Jaworowska während einer polnisch-mongolischen Expedition in einer als Nemegt-Lokalität bekannten Fundstelle im östlichen Teil des Northern Sayr entdeckt. Stratigraphisch stammt der Fund aus dem unteren Abschnitt der Nemegt-Formation. Osmólska gibt an, dass das Gestein des Fundorts aus dem mittleren Maastrichtium stammen könnte, also etwa 67 Millionen Jahre alt ist; diese Angabe ist jedoch unsicher. In der Position, in der die Knochen lagen, als sie entdeckt wurden, lagen sämtliche Knochen vor dem Becken. 21 der 25 erhaltenen Schwanzwirbel sind artikuliert als Serie erhalten. Alle Knochen wurden stark verwittert vorgefunden.
Für die wissenschaftliche Beschreibung der Gattung wählte Osmólska den Namen Bagaraatan, was so viel wie „kleiner Räuber“ bedeutet (mongolisch baga – „klein“; araatan – „Räuber“, „Prädator“). Das Artepitheton ostromi ehrt John Ostrom, einem bedeutenden Paläontologen.
Es wurden ein unvollständiger linker Unterkiefer gefunden, dem der mittlere Teil sowie die Zahnkronen fehlen, 25 Schwanzwirbel des mittleren und vorderen Teil des Schwanzes inklusive einigen Chevron-Knochen, Beckenknochen inklusive Teilen des linken und rechten Darmbeins (Ilium), dem rechten und linken Sitzbein (Ischium) und der oberen Hälfte des linken Schambeins (Pubis), sowie das linke Hinterbein ohne dem Großteil des Fußes bis auf die Zehenglieder II-2 und IV-1.
Bagaraatan war bei seiner Beschreibung bereits die zwölfte Theropoden-Spezies, die aus der Nemegt-Formation nachgewiesen wurde. Dies zeigt, dass die Vielfalt der Theropoden in der Nemegt-Fauna außergewöhnlich hoch war. Andere Theropoden-Gattungen der Nemegt-Formation schließen beispielsweise Therizinosaurus, Tarbosaurus, Elmisaurus, Oviraptor, Gallimimus und Avimimus mit ein.

## Systematik
Die systematische Einordnung dieser Gattung ist unsicher. Kurz nachdem das Skelett entdeckt wurde, bezeichneten es Gradziński und Jerzykiewicz (1972) in einer Zusammenfassung der Ergebnisse der Expedition von 1970 als „coeluroid dinosaur“ (coeluriden Dinosaurier) – heute gilt die Coeluridae als paraphyletisch und damit ungültig. Osmólska (1996) beschreibt Bagaraatan lediglich als nicht näher zuordenbaren Vertreter der Tetanurae, einer der beiden Hauptzweige der Theropoden, unterlässt aufgrund der fragmentarischen Funde jedoch eine genauere Einordnung. Spätere Klassifizierungsversuche sind etwas exklusiver; so gibt Holtz (2000) eine Zugehörigkeit zu den Coelurosauria und Rauhut (2003) eine Zugehörigkeit zu den Maniraptora an, beides Untergruppen der Tetanurae. Holtz (2004) hält eine Zugehörigkeit zu den Tyrannosauroidea für wahrscheinlich, einer Gruppe, die innerhalb der Tetanurae und der Coelurosauria, aber außerhalb der Maniraptora steht.